# سینما دهکده المپیک
سینما دهکده المپیک یک سینما در شهر تهران، ایران است.
این سینما که متعلق به حوزه هنری می‌باشد در سال ۱۳۴۲ با ۱ سالن با ظرفیت ۳۵۶ نفر افتتاح شده‌است.